# Oecleus subreflexa
Oecleus subreflexa är en insektsart som beskrevs av Van Duzee 1925. Oecleus subreflexa ingår i släktet Oecleus och familjen kilstritar. Inga underarter finns listade i Catalogue of Life.